# Gwanseo
Gwanseo o Kwansŏ (관서?, 關西?) è il nome di una regione della Corea che corrispondeva con la provincia di Pyongan durante la dinastia di Joseon e attualmente corrisponde alle province di Chagang, Pyongan Meridionale e Pyongan Settentrionale in Corea del Nord. Come le altre regioni, ha solo un valore tradizionale e non uno amministrativo.